# 海坦区
海坦区，中国旧区名。
1955年由温州市东、南、西、北、中各区合并后调整为海坦、九山、五马三区。在今浙江省温州市区。1956年撤销。